# سامينغ
سامينغ (بالصينية: 三明) هي مدينة من مدن الصين. يبلغ عدد سكانها 2503388 نسمة حسب إحصائيات سنة 2010. تبلغ مساحتها 22929 كم².

## المناخ
يظهر الجدول التالي التغييرات المناخية على مدار السنة لسامينغ:
| البيانات المناخية لـسامينغ                       | البيانات المناخية لـسامينغ | البيانات المناخية لـسامينغ | البيانات المناخية لـسامينغ | البيانات المناخية لـسامينغ | البيانات المناخية لـسامينغ | البيانات المناخية لـسامينغ | البيانات المناخية لـسامينغ | البيانات المناخية لـسامينغ | البيانات المناخية لـسامينغ | البيانات المناخية لـسامينغ | البيانات المناخية لـسامينغ | البيانات المناخية لـسامينغ | البيانات المناخية لـسامينغ |
| الشهر                                            | يناير                      | فبراير                     | مارس                       | أبريل                      | مايو                       | يونيو                      | يوليو                      | أغسطس                      | سبتمبر                     | أكتوبر                     | نوفمبر                     | ديسمبر                     | المعدل السنوي              |
| ------------------------------------------------ | -------------------------- | -------------------------- | -------------------------- | -------------------------- | -------------------------- | -------------------------- | -------------------------- | -------------------------- | -------------------------- | -------------------------- | -------------------------- | -------------------------- | -------------------------- |
| الدرجة القصوى °م (°ف)                            | 28.5 (83.3)                | 34.4 (93.9)                | 34.7 (94.5)                | 35.5 (95.9)                | 37.0 (98.6)                | 37.9 (100.2)               | 41.4 (106.5)               | 41.0 (105.8)               | 38.6 (101.5)               | 35.8 (96.4)                | 34.1 (93.4)                | 29.1 (84.4)                | 41.4 (106.5)               |
| متوسط درجة الحرارة الكبرى °م (°ف)                | 15.1 (59.2)                | 16.6 (61.9)                | 20.0 (68.0)                | 25.0 (77.0)                | 28.5 (83.3)                | 31.2 (88.2)                | 33.9 (93.0)                | 33.9 (93.0)                | 30.7 (87.3)                | 26.7 (80.1)                | 21.7 (71.1)                | 16.8 (62.2)                | 25.0 (77.0)                |
| المتوسط اليومي °م (°ف)                           | 10.0 (50.0)                | 11.7 (53.1)                | 14.8 (58.6)                | 19.5 (67.1)                | 23.1 (73.6)                | 25.9 (78.6)                | 28.4 (83.1)                | 27.8 (82.0)                | 25.3 (77.5)                | 21.1 (70.0)                | 16.0 (60.8)                | 11.0 (51.8)                | 19.6 (67.2)                |
| متوسط درجة الحرارة الصغرى °م (°ف)                | 6.6 (43.9)                 | 8.5 (47.3)                 | 11.4 (52.5)                | 15.8 (60.4)                | 19.4 (66.9)                | 22.3 (72.1)                | 23.9 (75.0)                | 23.7 (74.7)                | 21.7 (71.1)                | 17.2 (63.0)                | 12.2 (54.0)                | 7.2 (45.0)                 | 15.8 (60.5)                |
| أدنى درجة حرارة °م (°ف)                          | −3.8 (25.2)                | −2.5 (27.5)                | −1.8 (28.8)                | 4.2 (39.6)                 | 9.6 (49.3)                 | 14.0 (57.2)                | 20.0 (68.0)                | 18.6 (65.5)                | 13.1 (55.6)                | 6.0 (42.8)                 | 0.4 (32.7)                 | −5.8 (21.6)                | −5.8 (21.6)                |
| الهطول مم (إنش)                                  | 63.3 (2.49)                | 114.1 (4.49)               | 205.0 (8.07)               | 221.4 (8.72)               | 266.3 (10.48)              | 257.8 (10.15)              | 133.0 (5.24)               | 159.9 (6.30)               | 98.6 (3.88)                | 55.8 (2.20)                | 48.6 (1.91)                | 41.5 (1.63)                | 1٬665٫3 (65.56)            |
| متوسط الرطوبة النسبية (%)                        | 78                         | 80                         | 81                         | 80                         | 80                         | 81                         | 75                         | 77                         | 78                         | 75                         | 77                         | 77                         | 78                         |
| المصدر: China Meteorological Data Service Center |                            |                            |                            |                            |                            |                            |                            |                            |                            |                            |                            |                            |                            |

## أعلام
- ليو تشنغ
- دنغ وي